# Zenith (Album)
Zenith ist ein Jazzalbum von Sam Rivers. Die am 6. November 1977 in Berliner Philharmonie während der Berliner Jazztage entstandenen Aufnahmen erschienen im November 2019 auf NoBusiness Records, als zweite Folge des Sam Rivers Archive Project.

## Hintergrund
Neben der Veröffentlichung seiner regulären Alben übernahm es Sam Rivers, einen Großteil seiner Arbeit auf Band zu dokumentieren. Zenith ist die zweite Folge (nach Emanation (2019), mit dem Bassisten Cecil McBee und dem Schlagzeuger Norman Connors) einer auf acht Ausgaben geplanten Reihe, die vom Archivar Ed Hazell und dem Labelinhaber Danas Mikailionis produziert wird.
Der Bassist Dave Holland und der Schlagzeuger Barry Altschul waren Kollegen von Rivers, die auf das zentrale Albumprojekt des Musikers bei ECM, Conference of the Birds, zurückgingen. Der Tubist Joe Daley war zu dieser Zeit ein neuerer Mitarbeiter von Rivers, der in einer Reihe von dessen Ensembles spielte und tourte. Der erfahrene Schlagzeuger Charlie Persip erweiterte neben Altschul mit einem zweiten Drum-Kit die Band zu einem Quintett.
Eine einzige, ununterbrochene in Berlin dargebotene Improvisation, „Universal Message“, folgt Rivers’ damals üblichem Rahmen episodischer Abschnitte, die um seine vier Hauptinstrumente herum angeordnet sind, Tenorsaxophon, Flöte, Klavier und Sopransaxophon. Abschnitte für die anderen Spieler sind darin ebenfalls eingebettet.

## Titelliste

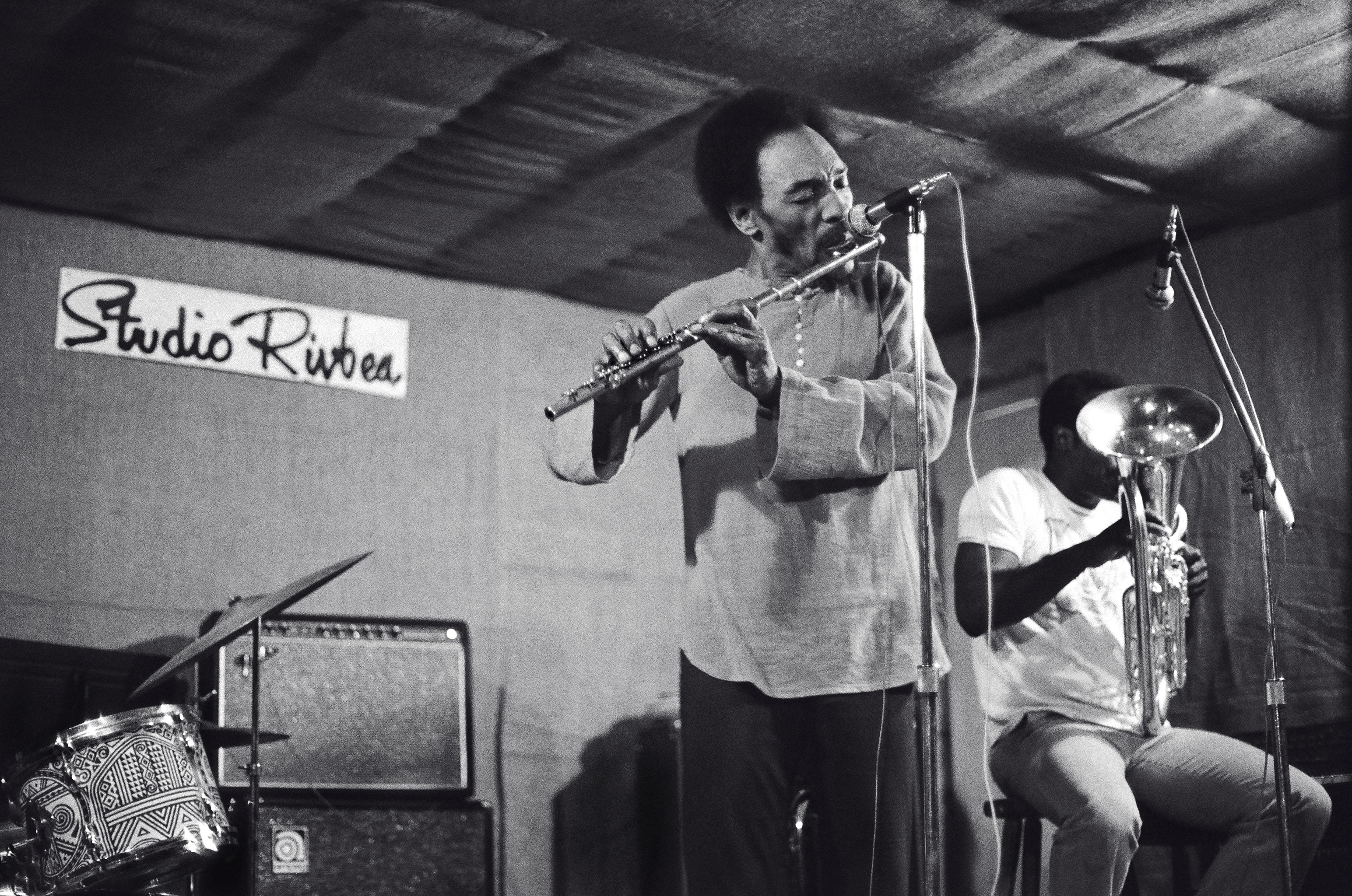
Sam Rivers (links) und Joe Daley bei einem Auftritt im New Yorker Studio RivBea 1976

- Sam Rivers Quintet – Zenith (NoBusiness NBCD 124, Sam Rivers Archive Project Volume 2)[2]

1. Universal Message (Rivers)

## Rezeption
Olie Brice schrieb in London Jazz News, Sam Rivers hätte eine unglaublich breite Vorstellung von improvisierter Musik besessen. Gleichzeitig sei er, nur drei Jahre jünger als Charlie Parker, ein Meister der Tradition und ein bahnbrechender Innovator gewesen, der sich einerseits in Bands unter der Leitung von Miles Davis wohl fühlte und andererseits völlig frei spielte und mit europäischen freien Improvisationsmusikern wie Alexander von Schlippenbach zusammenarbeitete. Seine freie Musik als Bandleader war immer ungewöhnlich darin, Swing, Grooves und Abstraktion in einen völlig organischen Fluss zu integrieren. Dieses Album sei dafür ein Paradebeispiel – fünf großartige Improvisatoren entwickeln ein sich ständig veränderndes Musikstück ohne Einschränkungen von Genres.
John Sharpe schrieb in All About Jazz, auch wenn diese Besetzung einmalig zu sein schien, überzeuge sie als vollständig integrierte Einheit. Das Album sei mehr als ein Match für diejenigen, die in dieser Zeit herausgegeben wurden, und wird jedem empfohlen, der neugierig auf Rivers’ Vermächtnis ist.
Nach Ansicht von Derek Taylor, der das Album in Dusted rezensierte, sei die Aufnahme für ein fast 33 Jahre altes Band klar und gestochen scharf, mit einer soliden räumlichen Tiefe und Ausgewogenheit zwischen den Spielern.
Jan Grandlie (Salt Peanuts) meinte, das Label NoBusiness habe erneut ein Juwel einer Archivaufnahme mit dem Saxophonisten Sam Rivers veröffentlicht. „Eine aufregende, kreative und interessante Aufnahme ist dies mit einem originellen Team von Musikern, bei denen vor allem Dave Holland mit dichtem und feinem Bassspiel überzeugt“.